# District de Vihiers
Le district de Vihiers est une ancienne division territoriale française du département de Maine-et-Loire de 1790 à 1795, nommé initialement Mayenne-et-Loire en 1790 et 1791.
En 1790 le département fut découpé en huit districts ; quatre centres de l'Ancien Régime (Angers, Baugé, Cholet et Saumur) et quatre autres chefs-lieux (Châteauneuf, Segré, Saint-Florent et Vihiers).
Le district de Vihiers était composé des cantons de Vihiers, Brissac, Chanzeaux, Coron, Martigné, Nueil et Thouarcé.

## Les autres districts de Maine-et-Loire
- District d'Angers
- District de Baugé
- District de Châteauneuf
- District de Cholet
- District de Saint-Florent
- District de Saumur
- District de Segré